# Influența Codului civil din Quebec asupra noului Cod civil din România
Codul civil din Quebec a avut o influență semnificativă în redactarea noului Cod civil al României. Așa cum s-a menționat chiar de către legiuitorul român în Expunere de motive și în  Hotărârea nr. 277 din 11 martie 2009 pentru aprobarea Tezelor prealabile ale proiectului de lege - Codul civil publicată în M.Of. nr. 213 din  2 aprilie 2009, recodificarea dreptului civil român s-a realizat cu sprijinul legislațiilor moderne, și anume, Codul civil francez, Codul civil al provinciei Quebec din Canada, Codurile civile italian, spaniol, elvețian, german, brazilian.

## Quebec
Quebec este o provincie a statului federal Canada. Această provincie are o legislație de influență franceză, date fiind istoria și tradiția sa, spre deosebire de celelalte provincii ale Canadei. Codul civil din Quebec a intrat în vigoare în 1994 și a reprezentat o recodificare și nu doar o simplă aducere la zi a legislației existente până la acel moment. Cu acel moment s-au codificat și soluții jurisprudențiale. Celelalte provincii ale Canadei, precum și Statele Unite, cu excepția Louisianei, au un regim de drept civil necodificat, de „common law”. Prima codificare a dreptului civil în Quebec s-a realizat în 1866, sub forma „Code civil du Bas-Canada”. Ca și în România, Codul francez a lui Napoleon a stat la bază, prin forma sa generală și structură. În același timp, juriștii angrenați în procesul de codificare au preluat și dispozițiile provenind din regulile Comunei din Paris ce constituiau deja principala sursă de drept canadian, încă din 1664. La acestea au adăugat și obiceiurile locale, precum și elemente de "common law" britanic.

## Codul civil din Quebec
La jumătatea secolului trecut, Quebec a luat decizia modificării codului său civil. În final, după o muncă de aproximativ 50 de ani, acesta a reușit să dea lumii un Cod modern ce a intrat în vigoare în 1994.
Codul civil din Quebec este o  autentică recodificare și nu o simplă aducere la zi a legislației existente până la acel moment, fiind codificate și soluții jurisprudențiale.
Acesta grupează, într-o concepție monistă, instituțiile fundamentale din dreptul civil: persoana fizică și juridică, familia, succesiunile, bunurile, obligațiile, inclusiv contractele speciale, prioritățile și ipotecile, probele, prescripția extinctivă, publicitatea drepturilor, precum și normele de drept internațional privat. 
De asemeni, în procesul de modernizare, de recodificare a Codului civil din Quebec, un rol deosebit de important l-a avut și «Loi sur l’application de la réforme du Code civil». Aceasta lege și-a propus să umple golurile legislative în materia dreptului tranzitoriu și a avut ca scop reducerea riscurilor de confuzie, precum și evitarea procedurilor inutile în momentul schimbării legislative. Dispozițiile sale au avut ca obiect reglarea conflictelor de legi ca urmare a intrării în vigoare a noii reglementări.

## De ceCodul civil din Quebecîn cadrul reformei din România?
Așa cum se reține și în „Expunerea de motive Arhivat în 11 iulie 2009, la Wayback Machine.” publicată pe site-ul Camerei Deputaților, activitatea de elaborare a proiectului, în versiunea sa inițială, „a beneficiat de sprijinul Agenției Canadiene pentru Dezvoltare Internațională (CIDA), prin grupul de experți din Quebec care au lucrat la redactarea Codului civil al Quebec-ului din 1991 – profesori, magistrați, avocați - , aportul specialiștilor canadieni constând în consiliere periodică cu privire la proiect, participare efectivă în comisiile de lucru, precum și în transmiterea de materiale documentare, studii de drept comparat.” Printre motivele pe care le putem reține pentru a justifica preluarea ca model a Codului civil din Quebec, precizăm faptul că acesta este cea mai recentă recodificare, este o operă completă de recodificare și a constituit o sursă de inspirație pentru mai multe țări civiliste în procesul lor de reformă, incluzând o parte din codurile menționate mai sus. Astfel, în ciuda modificărilor intervenite în proiectul inițial la care au lucrat experții canadieni, în noul Codul civil român, se regăsesc încă multe noțiuni și chiar instituții preluate din Cod civil al provinciei Quebec.  Amintim în primul rând concepția monistă, iar cu titlu de exemplu enumerăm „principiul interesului superior al copilului” și noțiunea de „autoritate părintească”, reglementări privind noțiunea de „locuința familiei”, cea privind „dreptul la compensație” în timpul căsătoriei, reglementări în materia succesiunii, mandatul în caz de inaptitudine, contractul de adeziune, contractul-cadru, precum și instituția  „administrarea bunurilor altuia”.

## Concepția monistă
Concepția monistă reprezintă principalul aspect care a fost urmărit atât de legiuitorul din Quebec, cât și de legiuitorii din celelalte țări care au preluat ca model reforma din această provincie. Concepția monistă constă în reglementarea raporturilor de drept privat dintr-o singură perspectivă, renunțându-se la dualismul civil-comercial. Menționăm în acest sens că structura noului Cod civil român este, în principiu, aceeași cu cea a Codului civil din Quebec, structură pe care o găsim de altfel și în celelalte coduri care au optat pentru o concepție monistă în cadrul reformelor de recodificare. 

### Titlul preliminar
Început cu un titlu prelimiar intitulat „Despre legea civilă” prin care sunt stabilite dispozițiile generale, aplicarea legii civile, interpretarea și efectele acesteia și publicitatea drepturilor, a actelor și a faptelor juridice,  Codul civil stabilește repere în timp și spațiu ale aplicabilității dispozițiilor sale.

### Cartea a I-a - "Despre persoane"
Cartea a I-a intitulată în ambele coduri „Despre persoane”, cuprinde alături de dispozițiile generale, reglementări privind persoana fizică: capacitatea de folosință și de exercițiu, respectul drepturilor inerente acesteia, inclusiv respectul datorat după deces, elementele privind identificarea persoanei fizice, cum sunt numele, domiciliul, actele de stare civilă, precum și cele privind tutela și curatela. Prima Carte continuă cu dispoziții  privind persoana juridică: înființare, capacitate civilă, identificare, reorganizare și încetare.

### Cartea a II-a - "Despre familie"
Familia reprezintă subiectul central al Cărții a II-a din ambele coduri civile. Sunt prevăzute dispozițiile referitoare la încheierea căsătoriei, drepturile părților ce alcătuiesc o familie, desfacerea căsătoriei, precum  și filiația și adopția. Tot aici sunt cuprinse și dispozițiile privind principiul interesului superior al copilului, precum și cele referitoare la autoritatea părintească.

### Cartea a III-a - "Despre bunuri"
Noul Cod civil român continuă cu Cartea a III-a intitulată „Despre bunuri”. Însă, Cartea a III-a din Codul civil din Quebec se referă la succesiuni, iar Cartea a IV-a la bunuri. Cu privire la bunuri, Codul nostru  vorbește despre bunurile și drepturile reale în general, despre proprietatea privată, inclusiv despre proprietatea comună și proprietatea periodică, dar și de dezmembrămintele dreptului de proprietate privată. Sunt prezentate în continuare dispozițiile privind proprietatea publică, cartea funciară și posesia.  În cadrul acestei Cărți se găsesc două instituții noi pentru dreptul românesc, fiducia, preluată după modelul civil francez și administrarea bunurilor altuia care reprezintă o preluare integrală și aproape fidelă a instituției consacrate în Codul civil din Quebec. De asemeni, trebuie să spunem că echivalentul dispozițiilor privind Cartea funciară formează în cadrul Codului civil din Quebec subiectul  Cărții a IX-a intitulată „De la publicité de droits”.

### Cartea a IV-a intitulată "Despre moștenire și liberalități"
În noul Cod civil român, succesiunile formează subiectul Cărții a IV-a intitulată „Despre moștenire și liberalități” și cuprinde dispoziții referitoare la moștenirea legală și la liberalități.

### Cartea a V-a - "Despre obligații"
„Despre obligații” este titlul Cărții a V-a, ca și în Codul civil din Quebec. Sunt prezentate dispozițiile generale despre obligații, izvoarele acestora și responsabilitatea civilă, modalitățile obligațiilor, executarea lor, transmiterea și stingerea lor, precum și restituirea prestațiilor. 
Așa cum s-a arătat și în Expunerea de motive referitoare la Legea privind  Cod civil, legiuitorul român a renunțat la dualismul Cod civil – Cod comercial, astfel încât, în categoria contractelor speciale sunt incluse și contracte ce au fost considerate apanajul exclusiv al comercianților, cum ar fi contul bancar curent și alte contracte bancare. 
Găsim în Cartea a V-a, contractul de vânzare, contractul de împrumut, contractul de închiriere, contractul de transport, contractul de societate, contractul de mandat, contractul de antrepriză, contractul de asigurare,  contractul de depozit,  contractul de rentă, tranzacția, jocul și pariul. 
Privilegiile și garanțiile reale ce se află în noul Cod civil ca și capitol distinct în cadrul Cărții „Despre obligații”, formează, în Codul civil al provinciei Quebec Cartea a VI-a „Des priorités et des hypothèques”. Reglementările sunt în principiu aceleași. 
Prescripția constituie în fiecare dintre coduri subiectul unei Cărți distincte.
Reglementările privind dreptul internațional privat, chiar dacă au surse diferite de preluare, sunt guvernate de aceleași principii și formează subiectul ultimei Cărți în ambele coduri.

## Asigurarea protecției drepturilor și libertăților civile fundamentale inerente personalității umane
În Fișa tehnică a Proiectului Codului civil se reține că în ceea ce privește asigurarea protecției drepturilor și libertăților civile fundamentale inerente personalității umane, o atenție specială a fost acordată reglementărilor internaționale importante, menționându-se și Codul civil al provinciei Quebec. În legislația din Quebec, drepturile și libertățile fundamentale sunt grupate într-un act normativ distinct cu rol de constituție, intitulat „Charte des droits et libertés de la personne” . Acestea sunt completate cu dispoziții cuprinse în Codul civil cu privire la respectul reputației și vieții private, precum și la respectul corpului după deces. În cadrul capitolului destinat respectului la viață privată, sunt prevăzute, în ambele coduri, atingerile aduse vieții private, în articolul 36 din Codul civil din Quebec, respectiv art. 74 din noul Cod civil din România. Menționăm însă că, dispozițiile prevăzute la literele d, f și g din articolul 74 nu se regăsesc în articolul corespondent din Codul civil din Quebec. Dar, subiectul prevăzut de litera g, considerat foarte important, este reglementat pe larg în cadrul mai multor articole și consacră principiul accesului la informație privată, amplu prevăzut și în legislație specială. Tot în cadrul acestui domeniu, putem aminti și respectarea voinței persoanei decedate cu privire la propriile funeralii și la corpul său, conform articolului 80 din noul Cod care reia dispozițiile articolului 42 din Codul civil din Quebec. În ceea ce privește prelevarea în scop terapeutic sau științific de organe sau țesuturi de la persoanele decedate, aceasta se poate realiza numai în baza acordului scris exprimat în timpul vieții sau în lipsa acestuia, cu  acordul persoanelor enumerate în articolul 81 din Codul nou, care preia ideea reținută de legiuitorul din Quebec în  primele aliniate ale articolelor  43 și 44.

## Tutela  și curatela

### Contractul de mandat
Articolul 166 prevede că orice persoană care are capacitate deplină de exercițiu poate desemna prin act juridic unilateral sau prin contract de mandat, încheiate în formă autentică, persoana care urmează a fi numită tutore pentru a se îngriji de persoana și bunurile sale, în cazul în care ar fi pusă sub interdicție judecătorească.
În Canada, Quebec-ul a fost prima dintre provincii care a permis unei persoane să-și redacteze un astfel de mandat. În Codul său civil, în articolele 2166 la 2174, legiuitorul reglementează, prin reguli specifice, acest mandat de protecție ca și contract. În doctrina din Quebec, el este definit ca fiind contractul de mandat prin care mandantul conferă mandatarului puterea de a realiza orice acte juridice raportate la afacerile mandantului, cuprinzând protecția persoanei sale și administrarea bunurilor sale, în caz de inaptitudine a mandantului.  În noul Cod civil român, consacrarea sa se face în cadrul dispozițiilor privind persoana fizică și protecția acesteia, fără nici o altă precizare suplimentară. În aceste condiții, considerăm că vor fi aplicate dispozițiile generale privind contractul de mandat, așa cum este el reglementat în noul Cod. În legislația din Quebec, acest tip de mandat este denumit „mandat donné en prévision de l’inaptitude”, iar în doctrină este întâlnit ca „mandat d’inaptitude” sau „mandat de protection”, denumiri care au fost preluate și de jurisprudența din această provincie.
Pornind de la acestea și având în vedere că legiuitorul român nu a consacrat acest tip de mandat sub o denumire specifică, ne-am propus să-l numim generic: “mandat în caz de inaptitudine” sau “mandat de inaptitudine”.

### Noțiunea de curator
O altă aplicare a reglementărilor privind contractul de mandat este prevăzută și în articolul 180 aliniatul 2 din noul Cod, ce creează posibilitatea numirii unui curator de către o persoană  interesată. Curatorul poate fi astfel desemnat, prin act unilateral sau prin contract de mandat, încheiate în formă autentică. În acest caz, persoana desemnată va fi numită cu prioritate în momentul în care vor fi îndeplinite condițiile prevăzute de cod pentru instituirea curatelei, conform articolului 180.
Apreciem că vor fi aplicabile regulile aceluiași tip de mandat, numit și în acest caz „mandat în caz de inaptitudine” sau „mandat de inaptitudine”. În Codul civil al provinciei Quebec, tutela și curatela sunt două instituții cu reglementare diferită decât cea prevăzută de legiuitorul român și privesc alte cazuri decât cele menționate în noul Cod civil. De aceea, reglementarea mandatului în caz de inaptitudine în legislația provinciei Quebec, deși primește aplicabilitate și în caz de tutelă și în cel de curatelă, vizează situații diferite.

## Dreptul familiei

### Autoritatea părintească
În ceea ce privește noțiunea de autoritate părintească, Guvernul României, în Hotărârea privind aprobarea Tezelor prealabile ale proiectului de lege – Cod civil, statuează că „va fi consacrată noțiunea de autoritate părintească după modelul Codului civil francez și al celui al provinciei Quebec din Canada, iar ca elemente de noutate se va prevedea că, în principiu, părinții vor exercita împreună această autoritate, chiar și atunci când sunt divorțați; va fi definită noțiunea de locuință a copilului și va fi stabilit regimul juridic al administrării bunurilor copilului”.
Autoritatea părintească este prevăzută, în noul Cod, în Titlul IV din Cartea a II-a „Despre familie”; este definită, în articolul 483 aliniatul 1, ca fiind „ansamblu de drepturi și îndatoriri care privesc atât persoana, cât și bunurile copilului și aparțin în mod egal ambilor părinți”.
Conținutul autorității părintești, care este prevăzut în articolul 487 și explicat și prin articolul 488 din noul Cod, este mult mai detaliat decât conținutul prevăzut în Codul civil din Quebec în articolul 599. Acesta din urmă prezintă într-o manieră mult sintetizată reglementările realizate de legiuitorul român.  
Subliniem și faptul că, articolele 503 alineatul 1 și 507 din noul Cod român reprezintă o preluare fidelă a dispozițiilor articolului 600, alineatul 1și 2 din Codul civil din Quebec. Ne referim la faptul că părinții exercită împreună autoritatea părintească, iar în cazul în care unul dintre soți nu o poate exercita, din motivele prevăzute expres, celălalt părinte exercită singur autoritatea părintească.
De asemeni, legiuitorul român, prin articolul 503 alineatul 2, preia conținutul articolul 603 din Codul civil din Quebec, stabilind o prezumție legală față de terții de bună credință în exercițiul autorității de către unul dintre părinți.

### Principiul interesului superior al copilului
În strânsă legătură cu această noțiune este menționat principiul interesului superior al copilului, consacrat în articolul 263 din noul Cod. Legea prevede că orice măsură privitoare la copil, indiferent de autorul ei, trebuie să fie luată cu respectarea interesului superior al copilului, prin copil înțelegându-se, conform aliniatului ultim, „persoana care nu a împlinit vârsta de 18 ani și nici nu a dobândit capacitatea deplină de exercițiu, potrivit legii”.
În aliniatul 2 se prevede că pentru « rezolvarea cererilor care se referă la copii, autoritățile competente sunt datoare să dea toate îndrumările necesare pentru ca părțile să recurgă la metodele de soluționare a conflictelor pe cale amiabilă », deschizându-se astfel calea medierii, ca și în legislația din provincia canadiană.
Procedurile referitoare la relațiile dintre părinți și copii trebuie să garanteze că dorințele și interesele părinților privind copiii lor pot fi aduse la cunoștința autorităților și că aceste autorități țin cont de ele în hotărârile pe care le iau.
Totodată, aceste proceduri trebuie să se desfășoare într-un timp rezonabil, astfel încât interesul superior al copilului și relațiile de familie să nu fie afectate.
Prin noul Cod civil, legiuitorul statuează acest principiu, după modelul legislațiilor moderne, prinzându-l în opera de codificare, ca principiu de bază a societății românești, extinzând sfera de reglementare, depășind cadrul în care vorbim despre copilul aflat în dificultate.
Cu privire la conținutul concret al acestui principiu, apreciem că se va analiza doctrina și jurisprudența existente până la acest moment în România și care fac vorbire, direct sau indirect de noțiunile care stau la baza acestui principiu. Apreciem că acest principiu se va raporta întotdeauna la societatea în cadrul căreia va fi analizat, chiar dacă vom încerca să prezentăm comparativ diferite legislații ce îl consacră.  
Astfel, având în vedere studiul comparativ pe care l-am propus, putem spune că legiuitorul din provincia Quebec consacră acest principiu în cadrul Codului său civil, prin articolele 32, 33 și 34, într-un capitol distinct intitulat „Du respect des droits de l’enfant”. Interesul superior al copilului este cunoscut sub denumirea de „le meilleur intérêt de l’enfant”. Jurisprudența este cea care a fost principala sursă de analiză și dezvoltare a acestui principiu. Aplicabilitatea cea mai mare a acestui principiu o întâlnim în cazurile de stabilire a modalităților de încredințare a copilului în cazul în care părinții se separă.

### Dreptul la compensație și prestația compensatorie
Noul Cod civil reglementează în materia familială, așa numitul drept la compensație, în cadrul articolului 328. În baza sa, „soțul care a participat efectiv la activitatea profesională a celuilalt soț poate obține o compensație, în măsura îmbogățirii acestuia din urmă, dacă participarea sa a depășit limitele obligației de sprijin material și ale obligației de a contribui la cheltuielile căsătoriei.”
Dreptul la compensație prevăzut de articolul 328 este diferit de dreptul la prestația compensatorie prevăzut în articolele 390-395 din Noul Cod. 
Primul se referă la dreptul pe care îl are unul dintre soți în timpul căsătoriei, conform reglementărilor privind drepturile și obligațiile patrimoniale ale soților, iar prestația compensatorie are în vedere un eventual dezechilibru semnificativ pe care divorțul l-ar determina în condițiile de viață ale celui care poate astfel să solicite prestația. 
Conform acelorași principii, sub titulatura de „prestation compensatoire”, Codul civil din Quebec creează în articolul 427 bazele celor două drepturi. În aliniatul 1 vorbește despre compensația ce poate fi primită în moment de divorț, separare sau nulitate a căsătoriei, iar în aliniatul al doilea reglementează prestația compensatorie fondată pe baza contribuției regulate a unuia dintre soți la activitatea celuilalt.  
Apreciem deosebit de utilă prezentarea din partea legiuitorului român a celor două noțiuni, în cadrul a două categorii distincte de articole, ceea ce conduce la evitarea confuziilor ce s-ar putea crea.

### Principiul pluralității regimurilor matrimoniale
Principiul pluralității regimurilor matrimoniale consacrat de articolele 312-320 din noul Cod îl găsim și în Codul civil din Quebec. Regimurile nu sunt aceleași, însă reglementarea legală și convențională urmează principii comune. Este pentru prima dată în România când un cuplu, fără nici un alt artificiu de convenții anterioare sau posterioare momentului căsătoriei, acte ascunse sau nu, poate hotărî destinul său financiar.

### Convenția matrimonială
Convenția matrimonială este consacrată în articolele 329 și următoarele din noul Cod, pornind de la aceleași principii existente și în Codul civil din Quebec, cu excepția „clauzei de preciput” consacrată prin articolul 333 care nu există în legislația provinciei canadiene, fiind preluată de legiuitorul român din Codul civil francez.
În principiu, apreciem că puterea de lege și libertatea convenției părților vor crea o bogată jurisprudență în România, așa cum există în toate țările în care este reglementată această convenție de mariaj, printre care se numără și provincia Quebec.

### Mandatul convențional și cel judiciar
Mandatul convențional și cel judiciar dat de un soț celuilalt soț și prevăzute de articolele 314 și 315 din noul Cod prezintă o nouă abordare în legislația din România dată fiind complexitatea raporturilor financiare dintre soți. Aceste mandate sunt prevăzute expres în cadrul secțiunii destinate regimurilor matrimoniale, la fel ca și în cadrul Codului civil din Quebec.
Cu privire la mandatul convențional, dispozițiile articolului 314 din noul Cod civil sunt identice cu dispozițiile articolului 443 din Codul civil din Quebec. 
În ceea ce privește mandatul judiciar, acesta se stabilește în aceleași condiții reținute și de legiuitorul din Quebec, în articolul 444. Astfel, în cazul în care unul dintre soți nu-și poate manifesta voința, instanța va încuviința reprezentarea în administrarea regimului matrimonial.
În plus, conform articolului 315 aliniatul 2 din noul Cod, mandatul va înceta de plin drept și în momentul în care este numit un tutore sau un curator, așa cum este prevăzut în mod expres și în Codul civil din Quebec, din articolul 445 aliniatul 2.
În plus, pe lângă cele două mandate special prevăzute pentru regimurile matrimoniale, Codul civil din Quebec prevede în mod specific și mandatul domestic în articolul 397, precum și mandatul tacit prezumat, consacrat în articolul 398, în cadrul unei alte secțiuni destinate în general drepturilor și obligațiilor soților ca efecte ale căsătoriei. Aceste mandate au în vedere toate actele pe care soții le pot îndeplini în viața de familie, nu numai cele ce privesc regimurile matrimoniale.

### Locuința familiei
Noțiunea de locuință a familiei este reglementată în cadrul unei întregi secțiuni începând cu articolul 74 din noul Cod, după modelul Codului civil din Quebec, unde aceasta poartă denumirea generică de „residence familiale”. Sunt stabilite reguli privind regimul unor acte juridice cu privire la locuința familiei, precum și cu privire la bunurile mobile care se află în această locuință. Articolului 322 din noul Cod îi corespunde, în principiu, articolul 401 din Codul civil al provinciei Quebec. Sunt stabilite și drepturi speciale cu privire la locuința închiriată a familiei și atribuirea beneficiului contractului de închiriere. Înregistrarea locuinței familiei în cartea funciară este echivalentul „déclaration de résidence familiale” prevăzută în articolul 407 din Codul civil din Quebec.

### Reproducerea umană asistată medical cu terț donator
Aceasta instituție este reglementată în articolele 441 – 447 din noul Cod civil, în cadrul capitolului destinat filiației.
În ceea ce privește conținutul articolului 443 din noul Cod, legiuitorul român a avut ca sursă de inspiraței Codul civil din Quebec, articolul 539. În acest sens, se reține că nimeni nu poate contesta filiația copilului pentru motive ce țin de reproducerea asistată medical, cu excepția soțului mamei care nu a consimțit la reproducerea asistată.  
Au fost preluate și dispozițiile articolului 542 din Codul civil din Quebec. Astfel, legiuitorul român, în articolul 445 consacră confidențialitatea informațiilor în cadrul reproducerii umane asistată medical cu terț donator.
În cadrul aceluiași articol, după modelul reglementărilor din Quebec, se prevăd expres anumite excepții. Menționăm, în primul rând, cazul în care, din lipsa unor informații considerate confidențiale, există riscul creării unui prejudiciu grav pentru sănătatea unei persoane astfel concepute sau a descendenților acesteia, situație în care instanța poate autoriza transmiterea informațiilor confidențiale medicului sau autorităților competente. De asemeni, legea prevede și faptul că oricare dintre descendenții persoanei astfel concepute poate să se prevaleze de acest drept, în situația în care faptul de a fi privat de informațiile pe care le cere poate să prejudicieze grav sănătatea sa ori pe cea a unei persoane care îi este apropiată.
Legiuitorul român prevede în mod expres, pentru părinții care doresc să recurgă la reproducerea asistată medical cu terț donator, necesitatea exprimării unui consimțământ în formă autentică. În Quebec, această cerință nu este reglementată expres însă, reproducerea asistată este consacrată ca un proiect parental comun. Personal, apreciem că cele două reglementări s-ar putea completa, răspunzând în acest fel, și mai bine cerințelor pe care le implică un act de o asemenea responsabilitate atât pentru viitorii „părinți”, cât și pentru terțul donator. Considerăm că legislația specială și practica ar putea aprecia că ne aflăm în fața unui proiect, cu tot ceea ce implică el.

### Succesiuni
În ceea ce privește nedemnitatea și efectele ei reglementate în articolele 958 – 962 din noul Cod civil român, Guvernul român, prin Hotărârea pentru aprobarea Tezelor prealabile ale proiectului de lege – Codul civil, reține că, „urmându-se norma similară din Codul civil francez și din cel al provinciei Quebec din Canada, vor fi reglementate cazurile de nedemnitate absolută și nedemnitate judiciară, efectele nedemnității, precum și faptul că aceste efecte pot fi înlăturate prin manifestarea expresă a voinței defunctului.” 
Înlăturarea efectelor nedemnității este prevăzută în cadrul articolului 961 din noul Cod. Efectele nedemnității de drept sau judiciare pot fi înlăturate expres prin testament sau printr-un act autentic notarial de către cel care lasă moștenirea. Fără o declarație expresă, nu constituie înlăturare a efectelor nedemnității, legatul lăsat nedemnului după săvârșirea faptei care atrage nedemnitatea. În aliniatul al doilea se menționează că efectele nedemnității nu pot fi înlăturate prin reabilitarea nedemnului, amnistie intervenită după condamnare, grațiere sau prin prescripția executării pedepsei penale.
În Codul civil din Quebec aceste dispoziții sunt prevăzute în articolul 622. Se reglementează situația moștenitorului care nu este considerat nedemn dacă persoana care a lăsat moștenirea, cunoscând cauzele de nedemnitate nu și-a modificat actul prin care a lăsat această  moștenire deși ar fi putut-o face.

### Administrarea bunurilor altuia
Articolele de la 792 la 857 din noul Cod sunt noile dispoziții ce tratează administrarea unuia sau mai multor bunuri, a unei mase patrimoniale sau a unui patrimoniu, reglementându-se astfel, în mod distinct, împuternicirea privind administrarea de bunuri. Împuternicirea cu privire la persoana beneficiarului administrării, face obiectul unor dispoziții speciale, proprii fiecărei situații cum ar fi exercitarea tutelei cu privire la persoana minorului sau contractul de mandat.
Această instituție este o reglementare nouă în sistemul legislativ român, fiind preluată  din Codul civil al provinciei Quebec  din Canada.  
Legiuitorul, în noul Cod, definește administratorul, în articolul 792 ca fiind „persoana care este împuternicită, prin legat sau convenție, cu administrarea unuia sau mai multor bunuri, a unei mase patrimoniale sau a unui patrimoniu care nu îi aparține”.  
Sunt reglementate două forme de administrare: administrarea simplă și administrarea deplină.
În cadrul administrării simple  administratorul efectuează toate actele necesare pentru conservarea bunurilor, precum și actele utile pentru ca acestea să poată fi folosite conform destinației lor obișnuite. Astfel, el este obligat să continue modul de folosire sau de exploatare a bunurilor frugifere fără a schimba destinația acestora. Legea prevede și excepții de la această regulă atunci când administratorul este autorizat de către beneficiar sau de către instanța de judecată.
Administratorul împuternicit cu deplina administrare este obligat să conserve, să exploateze în mod profitabil bunurile, să sporească patrimoniul sau să realizeze afectațiunea masei patrimoniale, în interesul beneficiarului. Această formă de administrare dă dreptul administratorului să efectueze orice alte acte considerate utile și necesare, inclusiv orice formă de investiție.
Considerăm important să atragem atenția și asupra aplicațiilor pe care le dezvoltă noul Cod civil cu privire la această instituție, nouă sistemului nostru juridic (ca și consacrare, dar nu ca și aplicare).
Așa cum am arătat, instituția „Administrarea bunurilor altuia” a fost preluată din Codul civil al provinciei Quebec, preluare făcută cu respectarea aproape în totalitate a textului acestuia.
Apreciem că prin copierea de dispoziții legislative străine și traducerea lor mai mult lingvistică și mai puțin juridică, legiuitorul român reclamă din partea mediului juridic din România o atenție deosebită în aplicarea lor în cadrul societății românești și, de ce nu, chiar o analiză a modului în care aceste dispoziții sunt interpretate în doctrina și jurisprudența țării de origine. 
Pe de altă parte, asa cum se prevede și în noul Cod civil român, prin articolele 792, alineatul 3 și 794, dispozițiile acestui titlu reprezintă dreptul comun în materie, care se aplică în toate cazurile de administrare a bunurilor altuia.
Alături de reglementările generale, legiuitorul român face referiri directe la „administrarea bunurilor altuia”, în diferite materii cum ar fi: fiducia, tutela minorului, curatela. Analiza acestora este importantă pentru a stabili relația lor cu instituția administrării. Legiuitorul folosește uneori expresia „acționează în calitate de administrator”, alteori „se impune investirea cu drepturile și obligațiile unui administrator” sau „potrivit regulilor care cârmuiesc  administrarea”. Astfel de expresii conduc la efecte juridice diferite asupra cărora ar trebui să ne referim în fiecare caz prezentat. 
În cazul instituției tutelei minorului, prin articolul 133 din noul Cod civil român se prevede că tutela se exercită numai în interesul minorului atât în ceea ce privește persoana, cât și bunurile acestuia. Administrarea bunurilor minorului se va face conform articolului 142 care menționează că tutorele are îndatorirea de a administra cu bună-credință bunurile acestuia, acționând în calitate de administrator însărcinat cu simpla administrare. În aceste condiții, legiuitorul impune ca dispozițiile Titlului V din Cartea a III-a, și anume cele referitoare la administrarea bunurilor altuia, să se aplice în mod corespunzător, cu excepția situațiilor în care în capitolul destinat exercitării tutelei se prevede altfel.
Conform articolului 164, „persoana care nu are discernământul necesar pentru a se îngriji de interesele sale, din cauza alienației ori debilității mintale, va fi pusă sub interdicție judecătorească”, caz în care va fi instituită tutela. În această situație, legiuitorul român prevede în articolul 171 că,  în măsura în care legea nu prevede altfel, se vor aplica regulile referitoare la tutela minorului care nu a împlinit vârsta de 14 ani. Deci, ne aflăm în fața unui caz de administrare simplă a bunurilor altuia.
În cazul curatelei, legiuitorul prevede, prin articolul 183 alineatul 1, că se vor aplica regulile de la mandat, cu excepția cazului în care, la cererea persoanei interesate ori din oficiu, instanța de tutelă va hotărî că se impune investirea curatorului cu drepturile și obligațiile unui administrator însărcinat cu simpla administrare a bunurilor altuia, caz în care constatăm că vorbim din nou despre calitatea de administrator al curatorului.
Prin articolul 2468 din noul Cod se prevăd condițiile prin care un creditor care are o ipotecă asupra bunurilor unei întreprinderi poate prelua aceste bunuri ipotecate în vederea administrării. Legiuitorul prevede că administrarea bunurilor preluate poate fi realizată de către creditor sau o altă persoană desemnată de acesta sau de instanța de judecată. În articolul 2470 se menționează în mod expres că persoana ce răspunde de administrarea bunurilor are calitatea de administrator al bunurilor altuia însărcinat cu administrarea deplină, conform dispozițiilor articolelor 800 și 801 din noul Cod, deci ne aflăm în fața unui veritabil administrator.
În domeniul succesiunilor, legatul este considerat de legiuitorul român, în articolul 792, ca izvor al regimului juridic al administrării bunurilor altuia. Din păcate însă, atunci când vorbește despre legate, în articolele 1054 – 1073, legiuitorul nu face nici o altă precizare referitoare la acest regim al administrării.
Pe de altă parte însă, prin noile reglementări referitoare la executorul testamentar, în articolele 1077 – 1082, legiuitorul stabilește pentru acesta dreptul de administrare a patrimoniului succesoral pentru o perioadă limitată de doi ani, menționându-se însă că executorul testamentar răspunde ca un mandatar în legătură cu executarea dispozițiilor testamentare. Această dispoziție legală nu transformă executorul într-un mandatar, ci determină doar aplicarea dispozițiilor specifice mandatului.
În ceea ce privește fiducia în cadrul analizei pe care o prezentăm, trebuie să precizăm că această instituție este preluată din Codul civil francez, dar primește aplicarea unor dispoziții privind administrarea bunurilor altuia, instituție preluată din Codul civil din Quebec. Considerăm necesar să subliniem totodată că, în Codul civil francez nu întâlnim administrarea bunurilor altuia ca instituție reglementată distinct.
Apreciem foarte util de subliniat, faptul că, fiduciarul are o existență de sine stătătoare, recunoscută de către lege; el nu este nici administrator al bunurilor altuia și nici beneficiar al administrării, ci lui i se aplică doar anumite reglementări privind „administrarea bunurilor altuia” în cazurile menționate expres de către legiuitor român.

## Legături utile
- Articol pe situl web juridice.ro (dr. Iolanda BOTI avocat, Barreau du Quebec, Baroul Iași)
- Expunerea de motive a ministerului Justiției
- Hotărârea nr. 277 din 11 martie 2009[nefuncțională]